# جری لی لوئیس
جری لی لوئیس (به انگلیسی: Jerry Lee Lewis) (زادهٔ ۲۹ سپتامبر ۱۹۳۵ – درگذشتهٔ ۲۸ اکتبر ۲۰۲۲) خواننده، آهنگساز و پیانیست آمریکایی سبک راک اند رول و کانتری بود.
لوئیس دارای دوازده اثر دارای گواهینامه طلا در راک و کانتری بود و به دفعات برنده جوائز گرمی شده‌بود. او در سال ۱۹۸۶ به تالار مشاهیر راک اند رول پیوست. در سال ۲۰۰۴ مجله رولینگ استون نام لوئیس را در رده ۲۴ بهترین خوانندگان تمام اعصار قرار داد. همچنین قبل از آن در سال ۲۰۰۳، رولینگ استون دو عدد از آهنگ‌های وی را در فهرست ۵۰۰ ترانه برتر تمام اعصار رولینگ استون و یکی از آلبوم‌هایش را در قهرست ۵۰۰ آلبوم برتر تمام اعصار رولینگ استون قرار داده بود.
لوئیس آخرین بازمانده پیشگام در راک اند رول و عضو گروه چهار نفری میلیون دلاری سان رکوردز بود که تا پیش از او جانی کش، کارل پرکینس، روی اوربیسن و الویس پریسلی هم جزء اعضا بودند.